# Brahmanismo
El brahmanismo es una religión de transición entre la religión védica (terminada hacia el siglo VI a. e. c) y la religión hinduista (que comenzó hacia el siglo III e. c.). No fue un cambio abrupto sino progresivo el que permitió salir del vedismo épico propiamente dicho y entrar al brahmanismo, basado en las escrituras Upanishad, que se compusieron en los siguientes siglos. Según otros autores, el brahmanismo (o religión brahmánica) es lo mismo que el vedismo (o religión védica).

## Vedismo
La religión védica existió aproximadamente entre mediados del II milenio a. C. y el siglo IV a. C.
Se basaba en el consumo ritual de soma (droga psicotrópica) y en opulentos sacrificios de animales realizados por sacerdotes brahmanes, tal como se señala en el Rig-veda (el texto más antiguo de la literatura de la India, de mediados del II milenio a. C.), texto épico-religioso con himnos dedicados a múltiples dioses. En esas ceremonias no podían participar más que las castas más altas (sacerdotes brahmanes y chatrías), quedando para el común de los fieles la práctica de ritos domésticos (como las oblaciones diarias de leche) y el cumplimiento de un código de conducta (que incluía el deber de atenerse al varna o estatuto de su grupo de nacimiento).
En la época védica todavía los brahmanes no eran los únicos depositarios del conocimiento acerca de los dioses: también los chantrías (reyes y guerreros) poseían conocimientos que se consideraban secretos.

## Hinduismo
Quizá desde el siglo IV a. C. empezaron a conocerse las Upanishad, que eran historias (escritas por brahmanes) donde un maestro brahmán le enseñaba a su discípulo acerca de un Dios único que era superior a los Dioses védicos. Preferían la meditación a los opulentos sacrificios de animales y el consumo ritual de la droga psicotrópica soma.
Los brahmanes se convirtieron en los únicos depositarios del conocimiento acerca del Brahman único (lo Divino sin forma, generador de todos los dioses). Ya no había chatrías que tuvieran conocimiento espiritual, sino que tenían que convertirse en discípulos de un brahmán en algún momento de sus vidas.
A partir del siglo III o II a. C. se empezaron a recitar en todas partes los extensísimos poemas Majábharata y Ramaiana así como los tratados doctrinales (agamas) de las distintas dárshanas (escuelas religiosas) que constituyen un cuerpo de conocimiento que ha perdurado a través de la Historia y cuenta con más de 280 millones de fieles.